# Cook-Schelfeis
Koordinaten: 68° 40′ S, 152° 30′ O
Das Cook-Schelfeis ist ein Schelfeis von 88 km Durchmesser, das eine tiefe Bucht an der ostantarktischen Georg-V.-Küste zwischen Kap Freshfield und Kap Hudson einnimmt.
Entdeckt wurde es bei der Australasiatischen Antarktisexpedition (1911–1914) unter der Leitung des australischen Polarforschers Douglas Mawson, der es ursprünglich als Cook Bay benannte. Namensgeber ist der Politiker Joseph Cook (1860–1947), damaliger Premierminister Australiens.